# Lalapaşa
Lalapaşa là một huyện thuộc tỉnh Edirne, Thổ Nhĩ Kỳ. Huyện có diện tích 463 km² và dân số thời điểm năm 2007 là 8406 người, mật độ 18 người/km².